# Італійське товариство для сприяння розвитку науки
Італійське товариство для сприяння розвитку науки (італ. Società Italiana per il Progresso delle Scienze; SIPS), засноване в Пізі у 1839 році, є одним із найстаріших наукових товариств в Італії. Як некомерційна організація, воно сприяє загальному інтересу до наук і полегшує обмін між науковцями різних дисциплін, зокрема через міждисциплінарні конгреси, зустрічі, семінари та публікації. До створення численних італійських спеціалізованих товариств SIPS об'єднувало науковців з різних галузей, зокрема фізиків і хіміків. Після періоду бездіяльності наприкінці XIX століття товариство було відновлено в 1906 році в Мілані завдяки Віто Вольтеррі та Альфонсо Селлі. У 1937 році Гульєльмо Марконі забезпечив розміщення SIPS в Національній раді досліджень (італ. Consiglio Nazionale delle Ricerche) у Римі. На той час товариство було розділено на три класи з різними науковими напрямками.
Серед членів товариства були видатні італійські вчені, такі як фізик і нобелівський лауреат Енріко Фермі, хіміки Франческо Філліпутці та Джакомо Луїджі Чамічан, а також нобелівські лауреати в галузі медицини Камілло Гольджі та Даніель Бове.
Серед важливих публікацій товариства: Un secolo di progresso scientifico italiano (1839–1939, 7 томів), Indice generale storico-cronologico alfabetico e analitico lavori, contributi e quadri direttivi (1839–2005), Annuario della SIPS та журнал Scienza e Tecnica.

## Історія
Діяльність товариства серед науковців різних держав Італійського півострова розпочалася в 1839 році в дооб'єднавчій Італії з Першого зібрання італійських науковців в Пізі. Ініціатива була висунута групою науковців з різних дисциплін, натхненних європейським рухом того часу, який зосереджувався на прогресі та добробуті людини, відомим як позитивізм. Серед її ініціаторів були зоолог Шарль Люс'єн Бонапарт, племінник Наполеона, Вінченцо Антінорі, Джованні Баттіста Амічі, Гаетано Джорджіні, Паоло Саві та Мауріціо Буфаліні.
Під час XI Зібрання італійських науковців, яке відбулося в Римі у 1873 році під головуванням Теренціо Мам'яні, на засіданнях 25 та 27 жовтня було ухвалено створення «асоціації чи товариства італійських науковців за зразком британських і французьких товариств для сприяння наукам». Таким чином, Італійське товариство для сприяння розвитку науки було офіційно засноване і розпочало свою діяльність у 1875 році з ухваленням статуту на відкритті XII Зібрання італійських науковців в Палермо. Теренціо Мам'яні був обраний президентом товариства.
Однак ініціатива не отримала подальшого розвитку, і наступні конгреси чи публікації не були організовані.

## Нове товариство
Товариство було відновлено починаючи з 1906 року за ініціативи Віто Вольтерри, Артуро Ісселя та П'єтро Ромуальдо Піротти, а підготовка до першого конгресу відбулася у Пармі у вересні 1907 року. Королівським указом від 15 жовтня 1908 року Італійське товариство сприяння розвитку науки було визнано національною установою.
Серед президентів товариства були видатні італійські науковці, такі як математик Віто Вольтерра, хімік Джакомо Чамічан та нобелівські лауреати з медицини Камілло Гольджі і Даніель Бове. Фізик Енріко Фермі був віцепрезидентом у кінці 1920-х років.
Чинний статут, затверджений у 1974 році указом президента республіки, передбачає, що товариство «має на меті сприяти прогресу, координації та поширенню наук і їхніх застосувань, а також встановлювати контакти і співпрацю між їхніми представниками» (стаття 1 статуту).